# Raadhuis van Beuthen

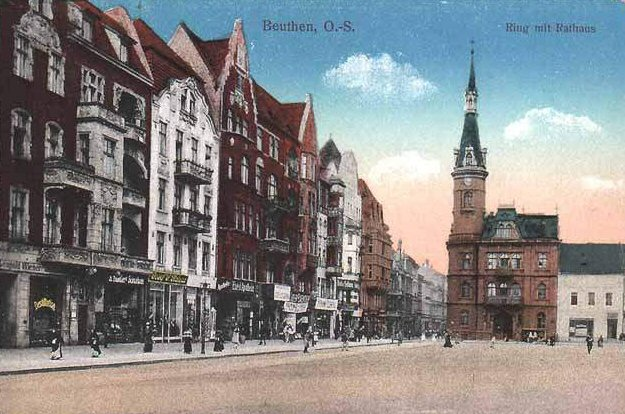
Raadhuis van Beuthen in 1925

Het raadhuis van Beuthen (Pools: Ratusz w Bytomiu; Duits: Beuthener Rathaus) was het raadhuis van de Silezische stad Beuthen, nu Bytom.
Het eerste raadhuis van de stad werd aan het einde van de dertiende eeuw en het begin van de veertiende eeuw gebouwd. Tussen 1818 en 1826 werd het raadhuis verbouwd. In 1848 kreeg het gebouw een neogotische toren. In 1877 werd het raadhuis afgebroken en op dezelfde plaats werd tussen 1879 en 1880 een nieuw raadhuis gebouwd in neorenaissancestijl. In het voorjaar van 1945 werd de stad aangevallen door het Rode Leger. Het raadhuis werd volledig verwoest en later afgebroken. Beuthen kwam na de oorlog in Poolse handen en kreeg de naam Bytom. Het raadhuis werd niet heropgebouwd en op de plaats waar het vroeger was is nu een plein. 